# Ssang-hwa-jeom
Ssang-hwa-jeom (kor. 쌍화점), znany również pod angielskim tytułem The Frozen Flower – południowokoreański historyczny thriller erotyczny z 2008 roku.

## Zarys fabuły
Akcja filmu ma miejsce pod koniec ery Goryeo. Król dynastii Goryeo jest politycznie manipulowany przez dynastię Yuan. Z tego powodu formuje Kunryongwe - królewską straż składającą się tylko z młodych i przystojnych wojowników. Realcje pomiędzy obydwiema dynastiami pogarszają się, gdy król Yuan żąda korony książęcej Goryeo dla kuzyna króla popierając to tym, że król nie ma syna. Król Goryeo odmawia, a wysoko podstawieni urzędnicy są niezadowoleni. Pewnego dnia król daje Hong Lim, dowódcy Kunryongwe, potajemny, nie do przyjęcia rozkaz, żeby spał z królową zamiast niego i spłodził następcę tronu dynastii Goryeo.

## Obsada

### Główne role
- Zo In-sung jako Hong Lim
  - Yeo Jin-goo jako młody Hong Lim
- Joo Jin-mo jako król Goryeo
  - Lee Poong-woon jako młody król
- Song Ji-hyo jako królowa

### Role drugoplanowe
- Shim Ji-ho jako Seung-ki
  - Baek Seung-ho jako młody Seung-ki
- Lim Ju-hwan jako Han-baek
  - Seo Young-joo jako młody Han-baek
- Yeo Wook-hwan jako Im-bo
- Song Joong-ki jako No-tak
- Jang Ji-won jako Bo-duk
- Kim Choon-ki jako Eunuch Hwang
- Lee Jong-goo jako Tae-sa
- Kwon Tae-won jako Jo Il-moon
- Do Yong-koo jako Ki Won-hong
- Ko In-bum jako Yeon Ki-mok
- Ham Kun-soo  jako Cztery symbole dynastii Yuan
- No Min-woo jako Min-woo
- Do Ye-sung jako Choi-Kwan
- Ham Sung-min jako Seong-min
- Park Jong-soo jako Eunuch Shin
- Son Jong-hak jako 밀사
- Kang-Poong jako 밀사
- Jo Yong-hyun jako młody eunuch
- Kim Pil-joong jako młody eunuch
- Jung In-hwa jako dama dworska Park
- Park Jong-bo jako Lord Chil-Won
- Kim Ki-suk jako młody buddyjski mnich
- Park Min-kyoo jako młody buddyjski mnich
- Kim Ki-bang jako właściciel sklepu
- Lee Se-ryang jako właściciel sklepu w Hyangnang
- Lee Ye-na
- Hong Ka-yeon
- Min Ji-hyun
- Lee Jung-joo jako pokojówka pałacowa, która ubiera się jak mężczyzna
- Kim Min-ah
- Lee Jin-ah
- Kim Hee-seon
- Kim Se-hee
- Kim Kyung-hee jako dworska dama
- Choi Seung-hee jako dworska dama
- Choi Seung-il jako Eunuch
- Lee Seon-min jako Eunuch
- Kang Dong-kyoon jako Eunuch
- Im Hyun-sung
- Cho Jin-woong jako Tae Ahn-gong

### Role epizodyczne
| Aktor           | Rola                                 |
| --------------- | ------------------------------------ |
| Kim Hyo-joo     | Tancerz                              |
| Han Sun-young   | Tancerz                              |
| Park Sun-young  | Tancerz                              |
| Choi Yoo-jin    | Tancerz                              |
| Im Ji-hyun      | Tancerz                              |
| Im Ji-young     | Tancerz                              |
| Lee Mi-yun      | Tancerz                              |
| Kim Se-jung     | Tancerz                              |
| Kim Ga-eun      | Tancerz                              |
| Kim Soo-ji      | Tancerz                              |
| Lee Keum-hee    | Tancerz                              |
| Yoon Hye-sun    | Tancerz                              |
| Jung Sung-il    | Straż Królewska                      |
| Lee Suk-woo     | Straż Królewska                      |
| Hyun Woo        | Straż Królewska                      |
| Baek Jae-ho     | Straż Królewska                      |
| Kim Ji-won      | Straż Królewska                      |
| Lee Jae-won     | Straż Królewska                      |
| Hwang Joon-hyuk | Straż Królewska                      |
| Han Tae-sung    | Straż Królewska                      |
| Min Ji-hyuk     | Straż Królewska                      |
| Ri-Eul          | Straż Królewska                      |
| Park Sung-hoon  | Straż Królewska                      |
| Jung Woo-jin    | Straż Królewska                      |
| Kim Ki-bum      | Straż Królewska                      |
| Dae-Ho          | Straż Królewska                      |
| Kim Hyun-woong  | Straż Królewska                      |
| Kim Sung-joon   | Straż Królewska                      |
| Hong Jong-hyun  | Straż Królewska                      |
| Yoon Ho-kyoo    | Straż Królewska                      |
| Moon Suk-hee    | Straż Królewska                      |
| Jo Sang-min     | Straż Królewska                      |
| Kim Woo-hee     | Straż Królewska                      |
| Jo Kang-hyun    | Straż Królewska                      |
| Kim Tae-soo     | Straż Królewska                      |
| Cha Seung-joon  | Straż Królewska                      |
| Jung Ahn-woo    | Młodzi członkowie Straży Królewskiej |
| Jung Kwang-min  | Młodzi członkowie Straży Królewskiej |
| Kim Ki-yoon     | Młodzi członkowie Straży Królewskiej |
| Kim Kwang-jo    | Młodzi członkowie Straży Królewskiej |
| Park Jae-yun    | Młodzi członkowie Straży Królewskiej |
| Oh Hyun-seung   | Młodzi członkowie Straży Królewskiej |
| Lee Sung-woo    | Młodzi członkowie Straży Królewskiej |
| Kim Jung-woo    | Młodzi członkowie Straży Królewskiej |
| Baek Sang-heun  | Młodzi członkowie Straży Królewskiej |
| Han Seung-bum   | Młodzi członkowie Straży Królewskiej |
| Kim Hyun-soo    | Młodzi członkowie Straży Królewskiej |
| Seo Young-hyun  | Młodzi członkowie Straży Królewskiej |
| Park Ji-min     | Młodzi członkowie Straży Królewskiej |
| Park In-kul     | Młodzi członkowie Straży Królewskiej |
| Lee Seung-koo   | Młodzi członkowie Straży Królewskiej |
| Wang Hyuk-joon  | Młodzi członkowie Straży Królewskiej |
| Lee Kun-ho      | Młodzi członkowie Straży Królewskiej |
| Han Ji-won      | Młodzi członkowie Straży Królewskiej |
| Song Yoon-ho    | Młodzi członkowie Straży Królewskiej |
| Yoo Dong-kyoo   | Młodzi członkowie Straży Królewskiej |
| Park Yong-kang  | Młodzi członkowie Straży Królewskiej |
| Park Sang-min   | Młodzi członkowie Straży Królewskiej |
| Im Hyuk-joon    | Młodzi członkowie Straży Królewskiej |
| Lee Hee-sung    | Młodzi członkowie Straży Królewskiej |
| Lee Hee-chul    | Młodzi członkowie Straży Królewskiej |
| Koo Dong-wook   | Młodzi członkowie Straży Królewskiej |
| Hwang Bi-hong   | Młodzi członkowie Straży Królewskiej |
| Yoo Jung-yun    | Młodzi członkowie Straży Królewskiej |
| Lee Joo-hoon    | Młodzi członkowie Straży Królewskiej |
| Ha Dong-hyun    | Młodzi członkowie Straży Królewskiej |

## Produkcja
Budżet filmu wynosił 10 mln USD, a film zarobił 18,980,564 USD. Film został nakręcony w nowo wybudowanym studiu filmowym Jeonju. W Korei Południowej film zajął w 2008 roku szóste miejsce na liście najczęściej oglądanych filmów z 3,772,976 sprzedanymi biletami.

## Nagrody i nominacje
Aktor Joo Jin-mo wygrał z rolę w filmie Baeksang Arts Awards w kategorii "Najlepszy aktor". Film został w 2009 roku nominowany do Blue Dragon Film Awards w kategorii "Najlepsza kinematografia", "Najlepsza reżyseria artystyczna" i "Najlepsze efekty wizualne". W tym samym roku film został nominowany do Grand Bell Awards w kategorii "Najlepsze kostiumy" i "Najlepsza muzyka".